# Вілл Штеффен
Вілл Штеффен (англ. Will Steffen; 25 червня 1947 — 29 січня 2023) — американський хімік. Він був виконавчим директором Інституту кліматичних змін Австралійського національного університету (ANU) та членом Австралійської кліматичної комісії до її розпуску у вересні 2013 р.  З 1998 по 2004 рік він був виконавчим директором Міжнародної програми «Геосфера-біосфера», координаційного органу національних організацій із змін навколишнього середовища, що базується в Стокгольмі.  Штеффен є одним із радників з питань клімату Кліматичної ради, з якими він часто у співавторстві доповідає та виступає у ЗМІ з питань, що стосуються зміни клімату та відновлюваних джерел енергії. 

## Життя та кар'єра
У 1970 році Штеффен здобув ступінь бакалавра промислової хімії в Університеті Міссурі. Університет Флориди присудив йому ступінь магістра в 1972 році і ступінь доктора наук у 1975 році.  Він широко публікується з питань клімату. Його наукові інтереси охоплюють зміни клімату та проблеми науки про систему Землі, зосереджуючи увагу на стійкості. Він писав про адаптацію землекористування до зміни клімату, включення людських процесів у моделювання та аналіз системи Землі, а також історію та перспективи взаємовідносин між природним світом та людьми.  Штеффен також був відомим пропагандистом разом з Полом Круценом концепції антропоцену  та ініціюванням разом з Йоханом Рокстремом міжнародної дискусії про планетарні межі та «безпечний операційний простір» для людства. 
Штеффен працював науковим радником австралійського Департаменту з питань зміни клімату та енергоефективності.  Він був членом дорадчої ради Австралійського бюро метеорології та працював з Радою прем'єр-міністра з питань науки, техніки та інновацій. Він також був членом дорадчої комісії в Колорадо при Національному центрі атмосферних досліджень. 
В даний час Штеффен є членом Науково-консультативного комітету кліматичного центру АТЕС в Кореї. Він є почесним професором кафедри географії та геології Копенгагенського університету та запрошеним науковим співробітником Стокгольмського центру стійкості.  Він є головою Антарктичного наукового дорадчого комітету федерального уряду та консультує уряд Австралії в подальших ролях як науковий радник Департаменту кліматичних змін та енергоефективності та як експертний радник Багатопартійного комітету з питань зміни клімату.  Штеффен також був членом Австралійської кліматичної комісії. 
У 2011 році він був головним автором урядової кліматичної доповіді «Критичне десятиліття»,  яка виступала за податок на вуглець.   
Кліматичну комісію Австралії було ліквідовано в 2013 році. Штеффен розмірковує: «Я думаю, що ми були першою остаточною дією уряду Еббота. Вони позбулися нас, і ви могли б виміряти це годинами, а не днями».  Штеффен разом з іншими звільненими учасниками, такими як проф. Тім Фланнери та проф. Леслі Ен Хьюз та генеральний директор Аманда Маккензі заснували нову незалежну організацію - Кліматичну раду - в найбільшому австралійському краудфандері, зібравши понад 1 мільйон доларів за тиждень.  Штеффен залишається радником з питань клімату при Кліматичній раді. 
У 2018 році він був автором Спеціального звіту про глобальне потепління на 1,5 ° C, опублікованого IPCC. 

## Деякі останні публікації
- Steffen, Will та ін. (2018). Trajectories of the Earth System in the Anthropocene. Proceedings of the National Academy of Sciences. 115 (33): 8252—8259. doi:10.1073/pnas.1810141115. PMC 6099852. PMID 30082409.
- Colin N. Waters et al. (2016) The Anthropocene is functionally and stratigraphically distinct from the Holocene. In: Science 351, No. 6269 doi:10.1126/science.aad2622.
- Steffen W et al., (2015) Planetary boundaries: Guiding human development on a changing planet. In: Science 349, No. 6254, pp. 1286-1287, doi:10.1126/science.1259855.
- Will Steffen, Johan Rockström, and Robert Costanza (2011). How defining planetary boundaries can transform our approach to growth. Solutions. 2 (3). Архів оригіналу за 4 липня 2011. Процитовано 10 червня 2021.
- Steffen W, Grinevald J, Crutzen P and McNeill J (2011) "The Anthropocene: conceptual and historical perspectives" [Архівовано 19 січня 2012 у Wayback Machine.] Philosophical Transactions of the Royal Society A 369(1938): 842–867. doi:10.1098/rsta.2010.0327
- Steffen W (ed.) (2010) Australia's Biodiversity and Climate Change [Архівовано 10 червня 2021 у Wayback Machine.] Csiro Publishing. ISBN 978-0-643-09605-9.
- Zalasiewicz J, Williams M, Steffen W and Crutzen P (2010) "The new world of the Anthropocene" [Архівовано 2 жовтня 2011 у Wayback Machine.] Environmental Science & Technology, 44(7): 2228–2231. doi:10.1021/es903118j
- Steffen W (2008) "Looking Back to the Future" [Архівовано 31 серпня 2017 у Wayback Machine.] Ambio, 37(14): 507–513. doi:10.1579/0044-7447-37.sp14.507
- Steffen W, Crutzen P, McNeill J and Hibbard KA (2008) "Stages of the Anthropocene: Assessing the Human Impact on the Earth System" American Geophysical Union, Annual Meeting 2008 [Архівовано 10 червня 2021 у Wayback Machine.], abstract #GC22B-01.
- Robin L and Steffen W (2007) "History for the Anthropocene" [Архівовано 10 вересня 2017 у Wayback Machine.] History Compass, 5(5): 1694–1719. doi:10.1111/j.1478-0542.2007.00459.x
- Costanza R, Graumlich L and Steffen W (eds) (2007) Integrated History and Future of People on Earth [Архівовано 10 червня 2021 у Wayback Machine.] MIT Press. ISBN 978-0-262-03366-4.
- Steffen, W (2005) Global Change and the Earth System: A Planet Under Pressure [Архівовано 10 червня 2021 у Wayback Machine.] Birkhäuser. ISBN 978-3-540-26594-8.
- Gordon LJ, Steffen W, Jönsson BF, Folke C, Falkenmark M and Johannessen Å (2005) "Human modification of global water vapor flows from the land surface" [Архівовано 25 лютого 2017 у Wayback Machine.] Proceedings of the National Academy of Sciences (USA), 102: 7612–7617.
- Steffen W, Andreae MO, Bolin B, Cox P, Crutzen PJ, Cubasch U, Nakicenovic N, Talaue-McManus L and Turner II BL (2004) "Group Report: Earth system dynamics in the Anthropocene" [Архівовано 10 червня 2021 у Wayback Machine.] In:  Schellnhuber H-J, Earth system analysis for sustainability, pages 313–340, MIT Press, ISBN 978-0-262-19513-3.
- Steffen W, Andreae MO, Bolin B, Crutzen PJ, Cox P, Cubasch U, Held H, Nakicenovic N, Scholes R, Talaue-McManus L and Turner II BL (2004) "Abrupt changes: the Achilles heels of the Earth System" [Архівовано 20 січня 2022 у Wayback Machine.] Environment, 46(3): 9–20.
- Steffen W and Lambin E (2004) "Earth System Functioning in the Anthropocene: Human Impacts on the Global Environment" [Архівовано 10 червня 2021 у Wayback Machine.] Pages 112–144 in: Interactions between global change and human health, Working group 2004, Pontificiae Academiae Scientiarum, Scripta Varia 106. ISBN 978-88-7761-085-0.
- Crutzen P and Steffen W (2003) "How Long Have We Been in the Anthropocene Era?" [Архівовано 16 травня 2021 у Wayback Machine.] Climatic Change, Editorial Comment.61(3): 251–257. doi:10.1023/B:CLIM.0000004708.74871.62